# Anes Krdžalić
Anes Krdžalić (Doboj, 28. kolovoza 2004.) bosanskohercegovački je nogometaš koji igra na poziciji defenzivnog veznog. Trenutačno igra za Sarajevo.

## Klupska karijera

### Rana karijera
S devet godina postao je igračem zagrebačkog Dinama.

### Kustošija
Krdžalić je u siječnju 2023. raskinuo ugovor s Dinamom te potpisao trogodišnji ugovor s Kustošijom.

### Olimpija Ljubljana (posudba)
Krdžalić je nedugo nakon potpisivanja ugovora s Kustošijom poslan na posudbu u ljubljansku Olimpiju do kraja sezone. Za novi klub debitirao je 11. veljače 2023. u utakmici 1. SNL i pritom je postigao pogodak protiv Brava koji je izgubio susret 2:1. S Olimpijom je osvojio ligu i Slovenski nogometni kup.

### Dinamo Zagreb
Dana 21. lipnja 2023. potpisao je ugovor s Dinamom.

### Lokomotiva Zagreb (posudba)
Dana 29. kolovoza 2023. posuđen je zagrebačkoj Lokomotivi do kraja sezone. Za Lokomotivu je debitirao 27. rujna u utakmici Hrvatskog nogometnog kupa 2023./24. u kojoj je Dugo Selo poraženo 0:1. U HNL-u je debitirao 2. listopada protiv Istre 1961 koja je izgubila susret 0:4.

### Sarajevo
U siječnju 2024. prešao je iz Dinama u Sarajevo.

## Reprezentativna karijera
Nastupao je za omladinske selekcije Bosne i Hercegovine do 15, 18, 19 i 21 godinu.

## Priznanja

### Klupska
Olimpija Ljubljana
- 1. SNL (1): 2022./23.
- Slovenski nogometni kup (1): 2022./23.

## Vanjske poveznice
- Profil, Transfermarkt